# 王汗吾
王汗吾（1951年—），曾用名王捍无，生于武汉，祖籍山东荣成。武汉城市史研究专家，武汉市地方志编纂委员会办公室原副巡视员，湖北大学历史文化学院硕士生导师。

## 简介
王汗吾从小就住在汉口老城。
参加1978年高考前，王汗吾是武汉无线电专用设备厂的工人。后考入武汉师范学院（今湖北大学）历史系。毕业后，分配到武汉市地方志编纂委员会办公室。2011年退休，退休前为武汉地方志办公室副巡视员。
王汗吾参与多部武汉区域的旧志的整理出版。
2013年以来，王汗吾先后带领百余个团队寻访武汉老建筑。其中包括考察武汉申报历史文化名城、中俄万里茶道申遗的专家。

## 轶事
王汉吾参加高考时，数学只考了17.5分，但仍然考上了大学。

## 著书

### 主编
《武汉里巷故事》《汉口五国租界》《武汉百年赛马史撷英》《汉口近代建筑图志》

### 参与编写
《武汉市志》《汉口租界志》《武汉抗战图志》

## 荣誉
- 全国地方志系统先进工作者[6]（2004年）[1]
- 武汉市国家历史文化名城保护委员会顾问[4]